# La cittadella degli eroi
La cittadella degli eroi, titolo originale Kolberg, è un film di propaganda tedesco del 1945, diretto da Veit Harlan e Wolfgang Liebeneiner. Fu presentato il 30 gennaio 1945 in contemporanea a Berlino e alle truppe della base navale di La Rochelle, e venne proiettato anche nella Cancelleria del Reich dopo la trasmissione dell'ultimo discorso radiofonico di Hitler.
Il film, l'ultimo prodotto dalla cinematografia del Terzo Reich, venne realizzato per sollevare il morale dei tedeschi nell'ultima fase della seconda guerra mondiale, e venne concepito come risposta tedesca al noto successo statunitense Via col vento. È ispirato all'autobiografia di Joachim Nettelbeck, sindaco di Kolberg, e racconta la storia della vittoriosa difesa della fortezza della città di Kolberg, assediata dalle truppe francesi tra aprile e luglio del 1807.

## Trama
Il film inizia nel 1813, dopo il periodo delle Guerre napoleoniche, noto in Germania come Guerra di liberazione, cioè sei anni dopo che la Prussia era stata sconfitta e costretta a una pace umiliante. La scena d'apertura mostra un Landwehr prussiano che marcia insieme a dei volontari per le strade di Breslavia tra due ali di folla entusiasta. Segue un dialogo tra il debole re Federico Guglielmo III di Prussia e il conte von Gneisenau in cui Gneisenau spiega che l'assedio di Kolberg ha insegnato quale sia l'importanza delle milizie cittadine (come le Volkssturm di Goebbels). Lo scambio si chiude con la considerazione che un re che non sia capace di guidare il paese deve abdicare. La scena si sposta a Vienna nel 1806, per mostrare l'abdicazione dell'ultimo Imperatore del Sacro Romano Impero Francesco II, che Gneisenau descrive come "un imperatore che ha abbandonato il popolo tedesco nell'ora del bisogno".
Ci si sposta poi nel 1807, in una Kolberg non ancora coinvolta dalla guerra, i cui abitanti sono mostrati mentre si godono la vita mentre i capi della città, con Nettelbeck alla guida, discutono delle dichiarazioni di Napoleone e delle conseguenze che avranno per loro. Alcuni vedono con favore le vittorie francesi, altri si chiedono se sia il caso di fuggire. Solo Nettelbeck è deciso a resistere ai francesi. Il film prosegue su questa linea, mostrando Nettelbeck che lotta contro la codardia, l'apatia e le idee antiquate del comandante della guarnigione per difendere la propria città dai francesi che si stanno avvicinando. L'uomo crea una milizia cittadina nonostante l'opposizione dell'esercito regolare e raccoglie viveri ed equipaggiamenti opponendosi con fermezza all'idea di arrendersi.
Alla fine, dopo essere stato minacciato di essere messo a morte, convinto che Kolberg avrebbe potuto essere salvata solo se si fosse trovato un grande leader, Nettelbeck invia Maria a fare un pericoloso viaggio fino a Königsberg, dove si è ritirata la Corte Prussiana, per incontrare il Re e la Regina Luisa, che Napoleone ha descritto come "l'unico vero uomo in Prussia". Grazie al viaggio di Maria a Kolberg viene inviato l'energico e carismatico Conte Gneisenau. Dopo un iniziale scontro con Nettelbeck, che scoppia per mostrare che in città c'è un solo vero leader ed è Gneisenau, i due collaborano con l'esercito e i cittadini per salvare la città dai francesi. Vinto l'assedio e salvata la città, il film ritorna al 1813, dopo la Convenzione di Tauroggen, dopo la sconfitta di Napoleone in Russia, e i comandanti prussiani si chiedono se sia il caso di attaccarlo apertamente a loro volta. Federico Guglielmo viene convinto da Gneisenau a farlo, si siede e scrive il proclama An Mein Volk (it. Al mio popolo) in cui annuncia l'inizio della Guerra di Liberazione contro l'invasore francese.

## Sviluppo
Il film, iniziato nel 1943, venne girato in Agfacolor con un grosso budget a disposizione: costato più di otto milioni di marchi, è stato il film più costoso dell'epoca nazista. In pieno periodo di guerra 15.000-20.000 soldati vennero impiegati come comparse nel film, alcuni addirittura distolti dal fronte con un evidente sacrificio. Per le scene girate d'estate che prevedevano la presenza della neve, vennero portati sul set in Pomerania 100 vagoni ferroviari pieni di sale. Il film venne girato oltre che nella cittadina pomerana di Kolberg, a Königsberg (l'odierna città russa di Kaliningrad allora in Prussia orientale), a Breslavia e nel quartiere di Staaken a Berlino. Il film fu completato allo Studio Babelsberg di Potsdam e proiettato a Berlino in un cinema di fortuna sotto la costante minaccia dei bombardamenti aerei fino alla caduta della città nel maggio del 1945.
Kolberg venne completato troppo tardi per poter creare l'effetto propagandistico sperato, infatti la maggior parte delle sale in Germania erano già andate distrutte.
Dopo la guerra, la città di Kolberg fu ceduta alla Polonia con gli Accordi di Potsdam e da allora ha preso il nome polacco di Kołobrzeg. Gli abitanti tedeschi furono espulsi, mandati in Germania e sostituiti da profughi provenienti da territori che la Polonia aveva perduto in favore dell'Unione Sovietica.
Il film è stato ridistribuito nel 1965 insieme ad un documentario.